# Siilitie (metropolitana di Helsinki)
Siilitie è una stazione di superficie della Metropolitana di Helsinki; serve la parte settentrionale del quartiere di Herttoniemi, ad Helsinki Est.
La stazione è stata una delle prime ad aprire a Helsinki, il 1º giugno 1982, ed è stata disegnata da Jaakko Ylinen e Maunula. Si trova a circa 1.367 metri da Herttoniemi, e a 2.064 metri da Itäkeskus.